# Alchemilla gilgitensis
Alchemilla gilgitensis é uma espécie de rosácea do gênero Alchemilla, pertencente à família Rosaceae.